# カスケード郡 (モンタナ州)
カスケード郡（英: Cascade County）は、アメリカ合衆国モンタナ州の中央部西に位置する郡である。人口は8万4414人（2020年）。郡庁所在地は州内第3の都市グレートフォールズである。カスケード郡の全体がグレートフォールズ都市圏を構成している。

## 歴史
ルイス・クラーク探検隊がこの地域を通ったとき、カスケード郡はブラックフット族インディアンの領土だった。郡名はミズーリ川にある滝に因んで名付けられた。

## 地理
アメリカ合衆国国勢調査局に拠れば、郡域全面積は2,712平方マイル (7,024.0 km2)であり、このうち陸地は2,698平方マイル (6,987.8 km2)、水域は14平方マイル (36.3 km2)で水域率は0.51％である。ミズーリ川とサン川が郡内を流れ、グレートフォールズ市で合流している。エイデル山脈火山帯の一部が郡南西隅にある。ロッキー山脈が西部に、リトルベルト山脈とハイウッド山脈が南東部にある。

### 隣接する郡
- ティトン郡 - 北西
- シュートー郡 - 北東
- ジュディスベイスン郡 - 東
- マー郡 - 南
- ルイスアンドクラーク郡 - 西

### 国立保護地域
- ベントン湖国立野生生物保護区
- ルイスアンドクラーク国立の森（部分）

## 経済
マルムストローム空軍基地が地域経済の推進力である。2009年時点でベネフィス・ヘルスシステム、グレートフォールズ・クリニック、ナショナル・エレクトロニクス・ウォランティおよびウォルマートが民間の大規模雇用主である。

## 人口動態
以下は2000年国勢調査による人口統計データである。
| 基礎データ - 人口: 81,327人 - 世帯数: 33,809 世帯 - 家族数: 21,403 家族 - 人口密度: 12人/km2（30人/mi2） - 住居数: 37,276軒 - 住居密度: 5軒/km2（13軒/mi2） 人種別人口構成 - 白人: 89.20% - アフリカン・アメリカン: 1.2% - ネイティブ・アメリカン: 4.3% - アジア人: 0.8% - 太平洋諸島系: 0.1% - その他の人種: 0.6% - 混血: 3.6% - ヒスパニック・ラテン系: 3.3% 先祖による構成 - ドイツ系：22.5％ - アイルランド系：11.1％ - ノルウェー系：10.2％ - イギリス系：8.8％ - アメリカ人：7.7％ 言語による構成 - 英語：95.4％ - スペイン語：1.7％ - ドイツ語：1.1％ | 年齢別人口構成 - 18歳未満: 26.0% - 18-24歳: 9.1% - 25-44歳: 28.1% - 45-64歳: 22.8% - 65歳以上: 14.0% - 年齢の中央値: 37歳 - 性比（女性100人あたり男性の人口） - 総人口: 97.9 - 18歳以上: 95.7 世帯と家族（対世帯数） - 18歳未満の子供がいる: 32.2% - 結婚・同居している夫婦: 52.3% - 未婚・離婚・死別女性が世帯主: 9.9% - 非家族世帯: 34.1% - 単身世帯: 28.8% - 65歳以上の老人1人暮らし: 10.9% - 平均構成人数 - 世帯: 2.41人 - 家族: 2.97人 収入と家計 - 収入の中央値 - 世帯: 32,971米ドル - 家族: 39,949米ドル - 性別 - 男性: 28,993米ドル - 女性: 20,970米ドル - 人口1人あたり収入: 17,566米ドル - 貧困線以下 - 対人口: 13.5% - 対家族数: 10.4% - 18歳未満: 18.6% - 65歳以上: 8.4% |

## 都市と町

### 都市
- グレートフォールズ - 郡庁所在地

### 町
- ベルト
- カスケード
- ニーハート

### 国勢調査指定地域
- ブラックイーグル
- フォートショー
- マームストローム空軍基地
- シムズ
- サンプレーリー
- サンリバー
- ウルム
- ボーン

## 教育
グレートフォールズ大学とモンタナ州立大学工科カレッジ・グレートフォールズ校がどちらもグレートフォールズ市内にある。